# Lowie Stuer
Lowie Stuer (ur. 24 listopada 1995) – belgijski siatkarz, grający na pozycji libero.

## Sukcesy klubowe
Superpuchar Belgii:
- 2013

Mistrzostwo Belgii:
- 2014
- 2022[2]
- 2015, 2021

## Sukcesy reprezentacyjne
Mistrzostwa Europy Juniorów:
- 2012

Mistrzostwa Europy Kadetów:
- 2013

## Nagrody indywidualne
- 2017: Najlepszy libero Mistrzostw Europy[3]